# Ligne de Rochy-Condé à Soissons
La ligne de Rochy-Condé à Soissons est une ligne de chemin de fer du réseau ferré français. Elle reliait Rochy-Condé à Soissons à travers les départements de l'Oise et de l'Aisne en région Hauts-de-France. Le tronçon d'Estrées-Saint-Denis à Compiègne est ouvert au service des voyageurs et le reste de la ligne est soit exploité en trafic fret soit déclassé.
Elle constitue la ligne 317 000 du réseau ferré national.

## Histoire

### Section de Rochy-Condé à Compiègne
La construction de la ligne de Beauvais à Clermont et à Saint-Just-en-Chaussée ainsi que celle de la ligne de Clermont à Compiègne est en partie imputable à la loi du 12 juillet 1865 sur les chemins de fer d'intérêt local, transférant certaines compétences de l'État aux départements et instaurant des subventions en capital, partagées entre l'État et la collectivité concédante. La Compagnie des chemins de fer du Nord combat avec virulence cette loi, susceptible de donner naissance à de nouvelles compagnies la concurrençant sur le plan local ; en vain. En même temps, le Nord ne se montre pas intéressé par la plupart des concessions des lignes d'intérêt local, estimant que la subvention de 150 000 francs par kilomètre est insuffisante pour les construire correctement. Au moment que la compétition augmente, la Compagnie change d'avis et traite avec les départements, d'abord l'Oise et la Somme, afin d'obtenir les concessions des lignes prévues par ces départements. Dans l'Oise, il s'agit, outre les lignes déjà citées, de la ligne de Compiègne à la limite du département de l'Aisne vers Soissons, de la ligne de Pont-Sainte-Maxence à Roye, de la ligne de Beauvais à Gisors-Embranchement et de la ligne de Saint-Just-en-Chaussée au département de la Somme vers Montdidier. La ligne de Compiègne vers Soissons ne fera finalement pas partie du réseau d'intérêt local (voir ci-dessous).

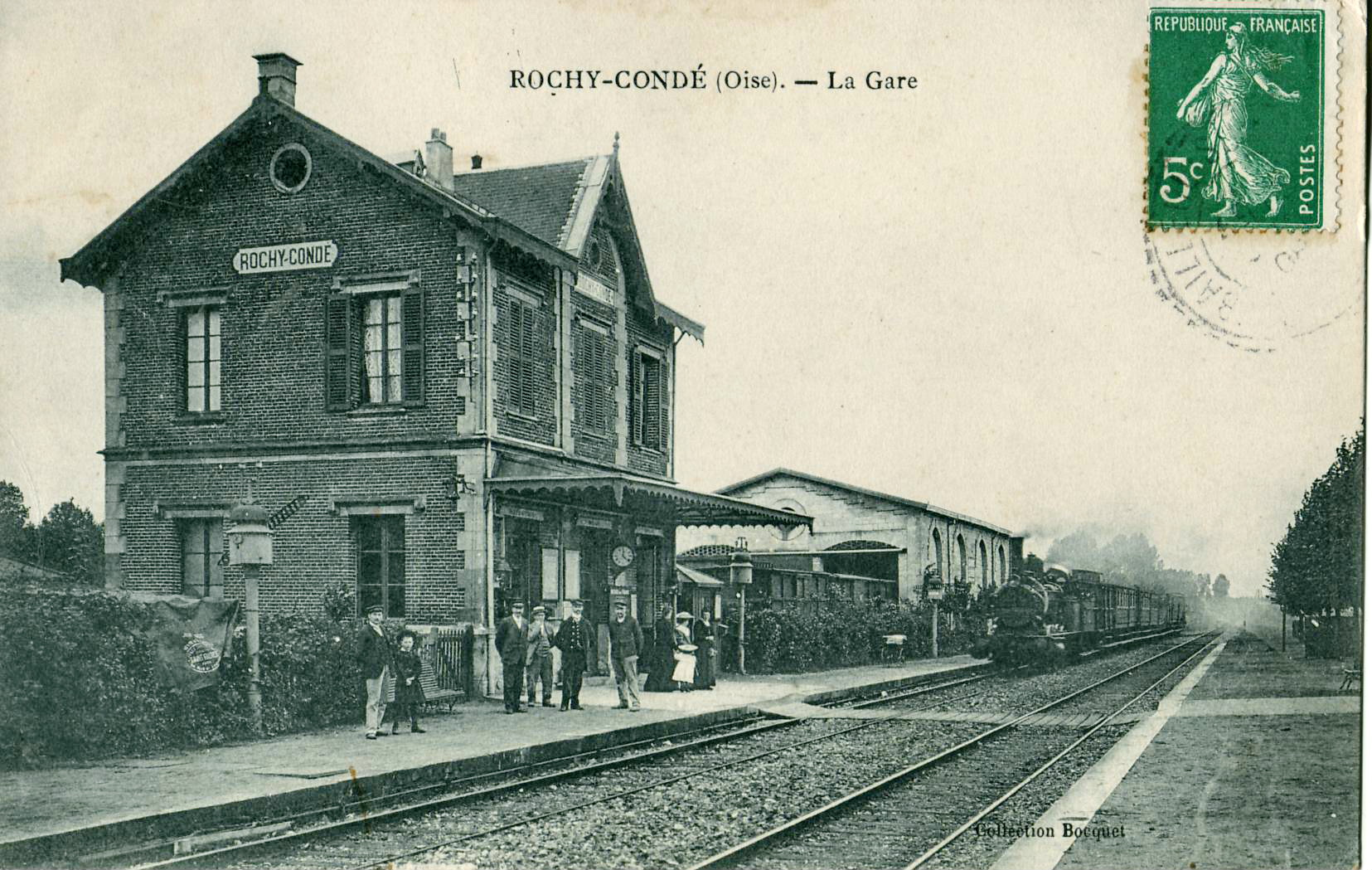
La gare de bifurcation de Rochy-Condé au début du XXe siècle.

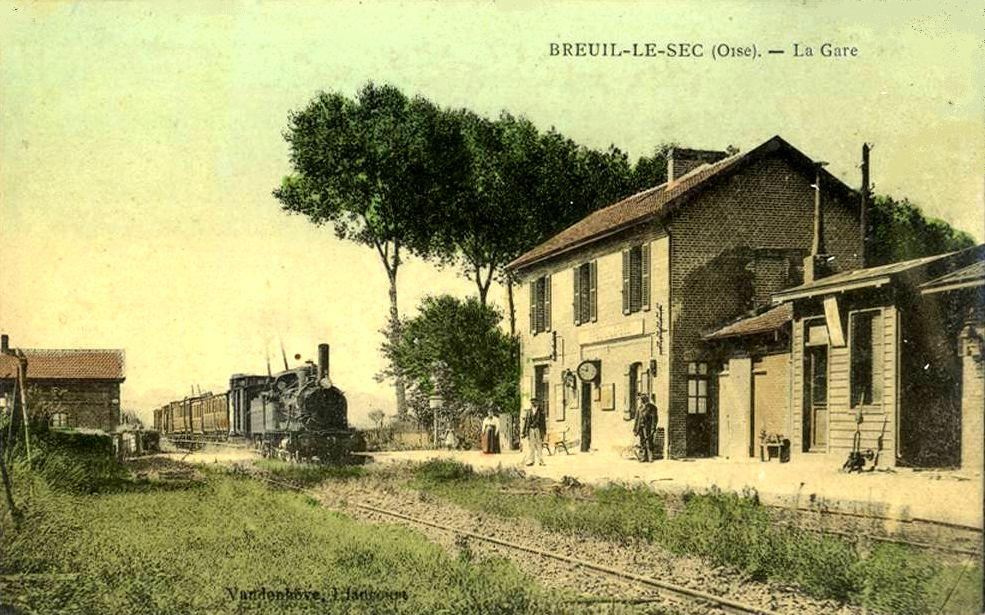
La gare de Breuil-le-Sec.

Les lignes de Beauvais à Clermont et de Clermont à Compiègne sont concédées à la Compagnie des chemins de fer du Nord le 28 mars 1870 par une convention signée entre le conseil général de l'Oise et la compagnie. Cette convention est approuvée et les lignes sont déclarées d'utilité publique, à titre d'intérêt local, par un décret le 6 juin 1872,. En attendant la fin des études et la construction du réseau, le Nord arrive à contrôler le capital de certaines compagnies concurrentes ou de s'entendre avec elles, ce qui est le cas de la Compagnie du Chemin de fer d'Orléans à Rouen. Peu intéressée d'exploiter directement les chemins de fer d'intérêt local, la Compagnie du Nord rétrocède les lignes de l'Oise à cette dernière compagnie en 1873. Au moment de l'ouverture de la première section de Rochy-Condé à Saint-Just par La Rue-Saint-Pierre - La Neuville-en-Hez, en date du 3 octobre 1876, l'Orléans - Rouen doit faire face à des difficultés financières. Il fait faillite dès l'année suivante, ce qui l'amène à rendre les concessions au Nord par une convention du 16 novembre 1876, applicable le 1er décembre suivant,. C'est donc le Nord qui ouvre directement les sections de La Rue-Saint-Pierre à Clermont en date du 11 février 1878 ; de Clermont au Bois-de-Lihus en date du 15 avril 1879 ; et du Bois-de-Lihus à Estrées-Saint-Denis et à Compiègne en date du 12 mai 1880. Le fait que la gare d'Estrées est configurée de sorte à imposer un rebroussement aux trains de Clermont à Compiègne s'explique par la fonction de la section de Compiègne à Estrées comme affluente de la « ligne des Charbons » d'Ormoy-Villers à Boves : il est jugé préférable que les trains puissent se rendre de Compiègne à Amiens et Arras sans rebroussement. La ligne est reclassée dans le réseau d'intérêt général par une loi le 20 novembre 1883 qui confirme sa concession à la Compagnie des chemins de fer du Nord. Une troisième voie affectée spécialement aux trains de la ligne de Rochy-Condé à Compiègne entre Beauvais et Rochy-Condé est construite en janvier 1886.
La ligne de Rochy-Condé à Compiègne porte la distance ferroviaire entre la préfecture de l'Oise et son principal chef-lieu d'arrondissement de 70,444 km (via Creil) à 62,872 km, soit une réduction de 7,572 km, la distance orthodromique entre les deux villes étant de 53,8 km.
Le 15 mai 1939 est le jour de la suppression du service voyageurs sur la plupart des lignes SNCF de moindre importance dans le département de l'Oise, mais aussi dans d'autres régions de la France, dans le cadre de la politique de la coordination. Cette dernière poursuit officiellement l'objectif de mettre fin à la compétition entre les lignes d'autocars privées (créées pour la plupart sans concertation et étant assurées à titre libre) et le chemin de fer, mais est surtout un prétexte pour libérer la SNCF de son obligation de service public sur de nombreuses relations. Le service voyageurs entre Beauvais et Estrées-Saint-Denis, entre La Rue-Saint-Pierre et Saint-Just-en-Chaussée et entre Verberie et Estrées cesse à ce moment.
Le trafic de marchandises est réorganisé en des dessertes par section au tournant des années 1960, permettant ainsi d'abandonner l'entretien de certaines portions de ligne sans supprimer, dans un premier temps, un nombre significatif de gares. De ce fait, la courte section de l'embranchement de la sucrerie de Froyères à la bifurcation de Moyvillers (près d'Estrées, 4,33 km) est déclassée dès le 13 février 1964, et la liaison entre La Rue-Saint-Pierre et Clermont (8,61 km) suit en 1972/73 (voir ci-dessous). Ultérieurement, le trafic de marchandises cesse également entre Bresles et La Rue-Saint-Pierre (4,793 km) et cette section est déposée[réf. souhaitée], sans pourtant avoir été déclassée.
Les sections de Rochy-Condé à Bresles et de Clermont à Avrigny toujours exploitées en fret sont modernisées par Réseau Ferré de France (RFF) dans le cadre de l'« l’Engagement National pour le Fret Ferroviaire » ; la première entre fin 2011 et le 9 mars 2012, la seconde entre le 26 avril et le 27 juillet 2012. Les travaux portent sur un Renouvellement Voie Ballast (RVB) et entraînent la fermeture temporaire à la circulation pendant toute leur durée. Les investissements de respectivement 2,1 millions d'€ (pour 7,215 km de ligne) et 3 millions d'€ (pour 12,275 km de ligne) permettent de pérenniser le trafic pour une durée de quinze ans au moins. Ils sont pris en charge paritairement par l'État et RFF en ce qui concerne Rochy-Condé - Bresles, alors que RFF finance seul les travaux sur Clermont - Avrigny.

### Section de Compiègne à Soissons

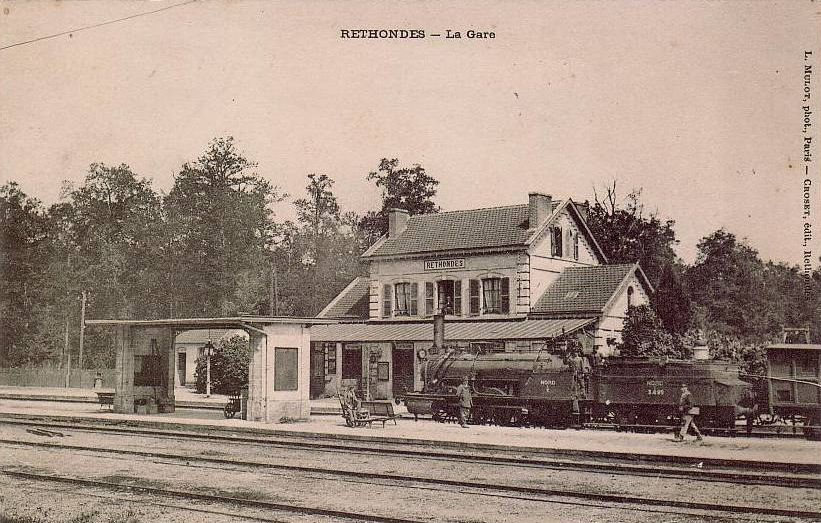
La gare de Rethondes, à la bifurcation avec la ligne de La Ferté-Milon.

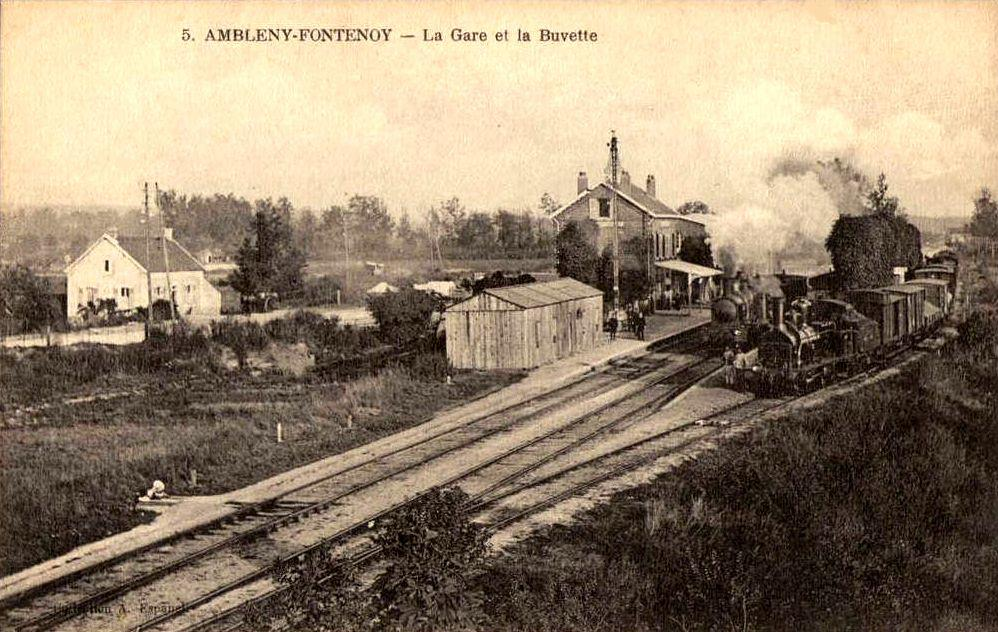
La gare d'Ambleny - Fontenoy ; train de marchandises se faisant dépasser par un train de voyageurs.

La construction de la section de Compiègne à Soissons découle du projet d'une ligne d'Amiens à Dijon, né en 1868 à l'instigation de M. de Beaurepaire, et soutenu par les six conseils généraux concernés ainsi que par 626 conseillers municipaux. L'idée est encore que la nouvelle ligne pourrait s'inscrire dans un corridor international Boulogne-Maritime - Vintimille. C'est en 1875 que le projet avance significativement. M. de Beaurepaire sollicite la concession en son nom, mais le ministre des Travaux publics, Eugène Caillaux, préfère traiter avec les grandes compagnies. La ligne est concédée à la Compagnie des chemins de fer du Nord par une convention signée le 30 décembre 1875 entre le ministre des Travaux publics et la compagnie. Cette convention est approuvée à la même date par une loi qui déclare la ligne d'utilité publique en ce qui concerne la section d'Amiens jusqu'à l'Ourcq. Cette section comporte un embranchement dit de Compiègne à Soissons, déclaré d'utilité publique et également concédé à la Compagnie du Nord par la loi du 31 décembre. L'axe principal du projet ne sera pas construit comme prévu, mais sous la forme d'une ligne de Boves à Ormoy-Villers, d'une ligne d'Ormoy-Villers à Mareuil-sur-Ourcq et d'une ligne de Rethondes à La Ferté-Milon (également en contact avec l'Ourcq au Port aux Perches à Silly-la-Poterie). C'est cette dernière ligne qui prend en réalité le caractère d'un embranchement, puisqu'elle se greffe sur la ligne de Soissons construite la première. Par ailleurs, la ligne de Soissons est inscrite au plan Freycinet (loi du 17 juillet 1879). Une loi du 31 juillet 1879 autorise le ministère des Travaux publics à entamer les travaux de construction de cette section. C'est l'une des deux premières « lignes Freycinet » que le Nord exploitera. Il obtient l'autorisation d'exploitation provisoire par décret du 14 avril 1881 approuvant la convention passée entre le ministère des Travaux publics et la compagnie. L'ouverture au service public intervient le 9 juin 1881.
La ligne est cédée par l'État à la Compagnie des chemins de fer du Nord selon les termes d'une convention signée entre le ministre des Travaux publics et la compagnie le 5 juin 1883. Cette convention est approuvée par une loi le 20 novembre suivant.
La plate-forme de la section de Compiègne à Soissons est tracée pour la double voie, la concession stipulant qu'une deuxième voie devant être posée dès qu'un seuil de rentabilité soit atteint. La double voie s'arrête dans un premier temps bientôt après la gare de Compiègne (P.K. 62,872), au P.K. 65,197, puis est posée sur la totalité de la section jusqu'à Soissons. Pendant la Première Guerre mondiale, la ligne se trouve à proximité des zones de combats et doit être fermée à l'exploitation. Au printemps 1917, en préparation de la grande offensive du général Nivelle, le pont métallique sur l'Oise à la sortie de Compiègne est reconstruit. En préparation à l'offensive du général Nivelle, un raccordement entre les lignes de Villers-Cotterets et Soissons est construit près de Rethondes, et des positions d'artillerie lourde sur voie ferrée sont aménagées dans les environs de la ligne. Sur un tel épi, dans la voiture-restaurant CIWL 2419-D, aura lieu la signature de l'armistice le 11 novembre 1918. Le lieu est désormais connu comme la clairière de l'Armistice, et la voiture y est exposée, bénéficiant depuis 1927 d'un pavillon commémoratif. C'est dans la même voiture que l'armistice du 22 juin 1940 est signé en présence d'Adolf Hitler et des plus hauts dignitaires nazis, qui évacuent ensuite la voiture vers l'Allemagne, où se perdent ses traces.
La fréquentation des trains de voyageurs étant devenue trop faible, ils sont supprimés le 10 octobre 1938 dans le cadre d'un programme de fermeture de 10 000 km lié à la création de la SNCF. Dès novembre 1937, le ministère des Travaux publics avait encouragé les départements de proposer des plans de transport pour la substitution des services ferroviaires déficitaires, promettant une subvention proportionnelle au kilométrage de ligne fermées au trafic voyageurs. À ce moment, le trafic sur la ligne de Villers-Cotterets et La Ferté-Milon est encore florissant, et l'horaire sur cette relation sera même légèrement renforcé en 1938. De ce fait, la suppression du service voyageurs ne porte que sur la section de Rethondes à Soissons (32,737 km jusqu'à la bifurcation avec la ligne de Paris à Hirson). Entre Compiègne et Rethondes, le service voyageurs cesse le 25 février 1940 du fait de la chute du trafic liée à la guerre, et du manque de gazole pour les autorails. Pendant l'hiver 1941/1942, lors de l'interruption de la ligne de Paris à Hirson après Crépy-en-Valois, deux paires de trains directs Paris - Soissons sont détournés via Compiègne et Rethondes, mais sans arrêt commercial dans ces gares. Le 4 mai 1942, le trafic local de voyageurs est repris sous l'impulsion de la pénurie de carburant, avec un train marchandises-voyageurs quotidien. Un an plus tard, la ligne de Paris à Hirson étant de nouveau interrompue, les trains directs pour Soissons reviennent, ainsi qu'un direct Paris - Margival (dernière gare avant Laon encore accessible depuis la destruction du souterrain de Vauxaillon).
La Libération met définitivement fin au trafic voyageurs entre Compiègne et Soissons. Le service de marchandises est réorganisé et limité aux deux sections Compiègne - Vic-sur-Aisne / Ressons le Long (22,166 km) et Soissons - Mercin-Pommiers (7,068 km). La section centrale est neutralisée, sans toutefois être déclassée. Puis la desserte au départ de Soissons cesse, et la section de Soissons à Ambleny-Fontenoy est déclassée dès le 14 janvier 1992 (voir ci-dessous). Auparavant, un train spécial de la FACS avec la 230 G 353 parcourt encore la totalité de la ligne.

### Dates de déclassement
- De Froyères à Bif de Moyvillers (PK 41,670 à 46,758), le 13 février 1964[24].
- De La Rue-Saint-Pierre à Étouy (PK 19,320 à 22,430), le 14 janvier 1972[25].
- D'Étouy à Clermont-de-l'Oise (PK 22,430 à 26,300), le 24 juillet 1973[26].
- D'Ambleny-Fontenoy à Soissons (PK 89,870 à 102,000), le 14 janvier 1992[3].
- De Ressons le Long à Ambleny-Fontenoy (PK 86,100 à 89,870), le 15 octobre 2002[27].

## Description de la ligne

### Tracé - parcours

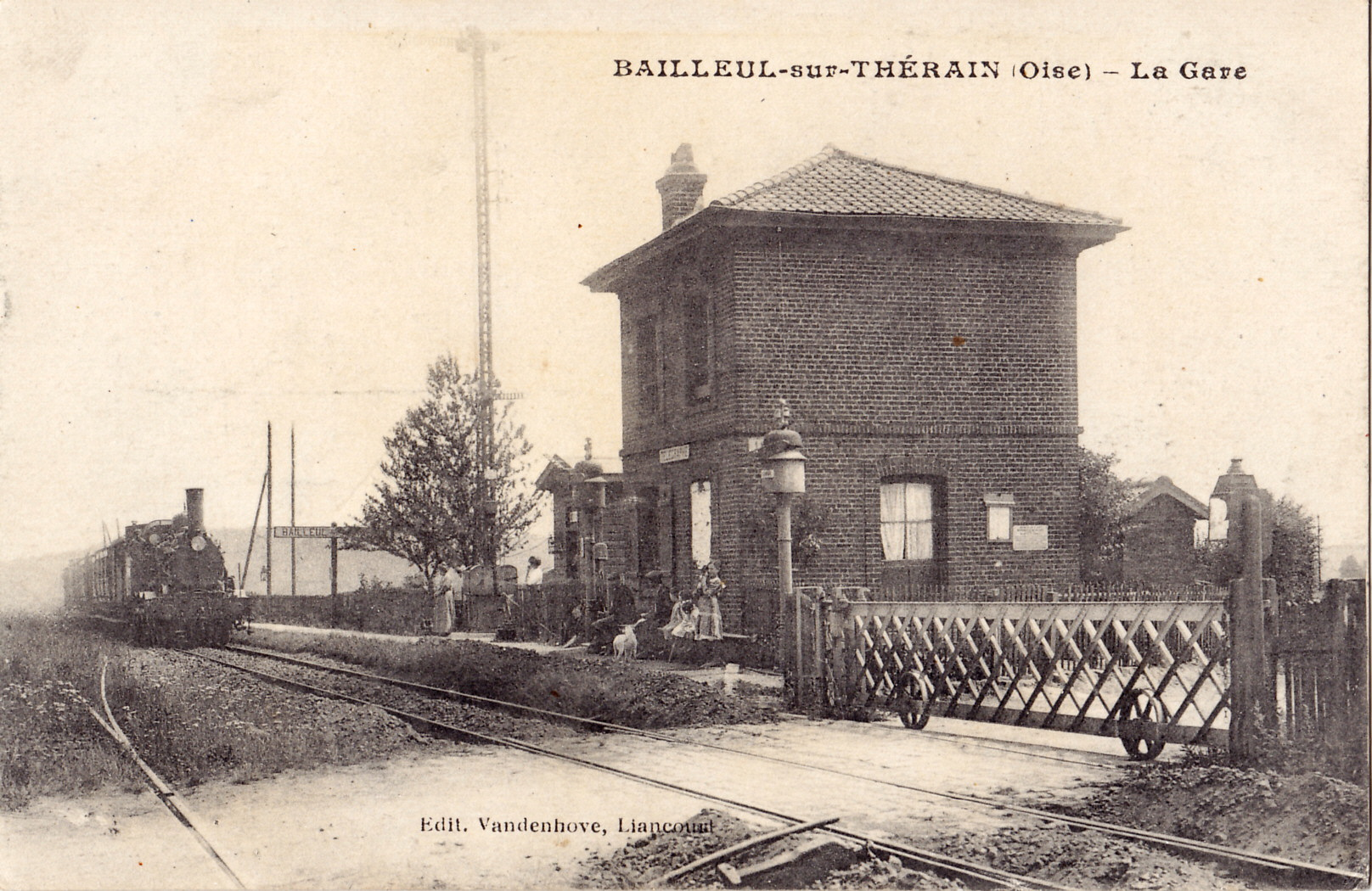
La halte de Bailleul-sur-Thérain.

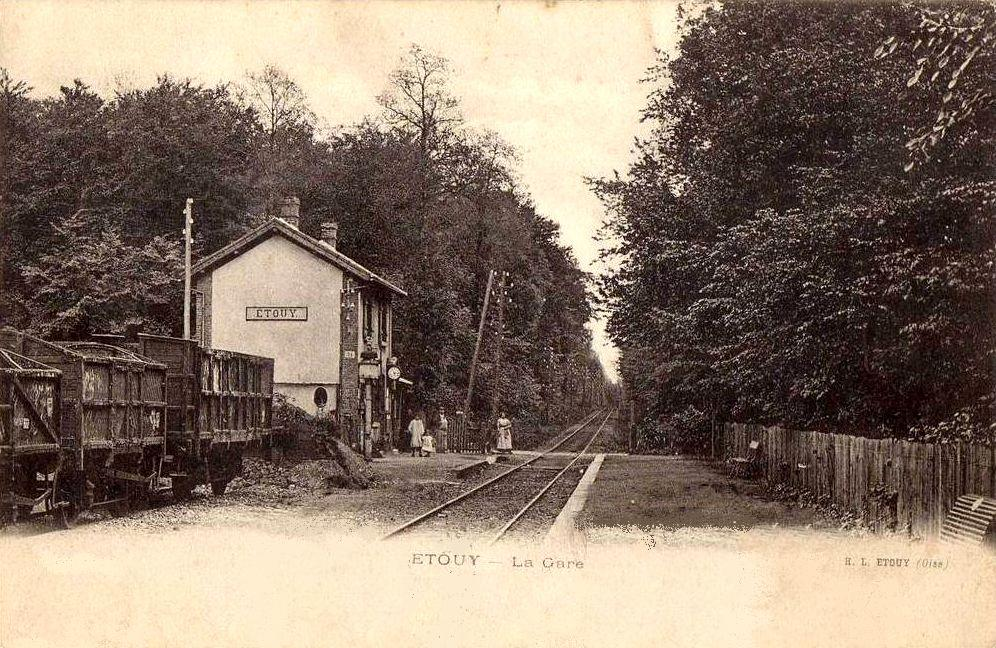
La halte d'Étouy.

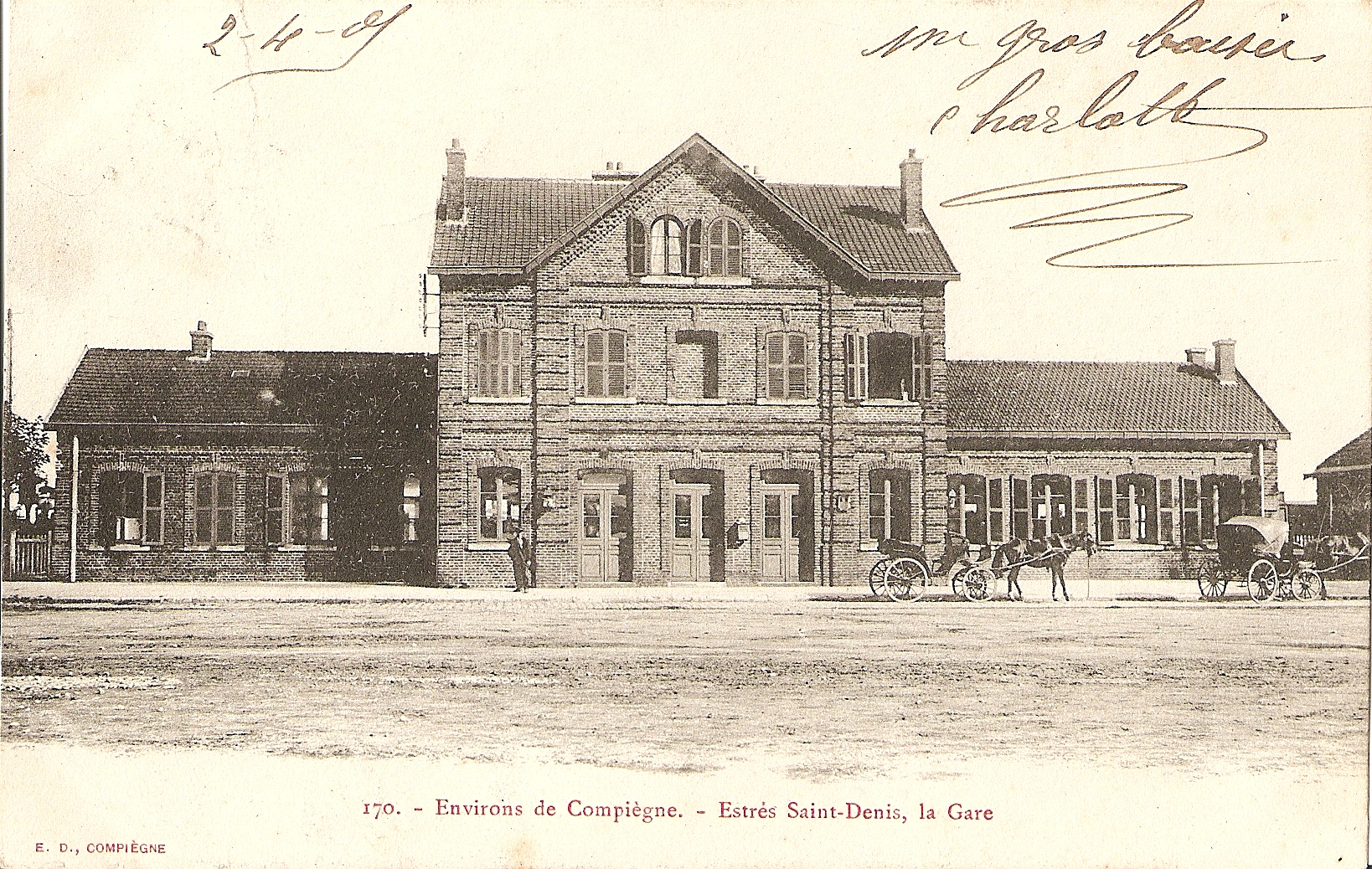
La gare d'Estrées-Saint-Denis, à la rencontre avec la ligne d'Ormoy-Villers à Boves.

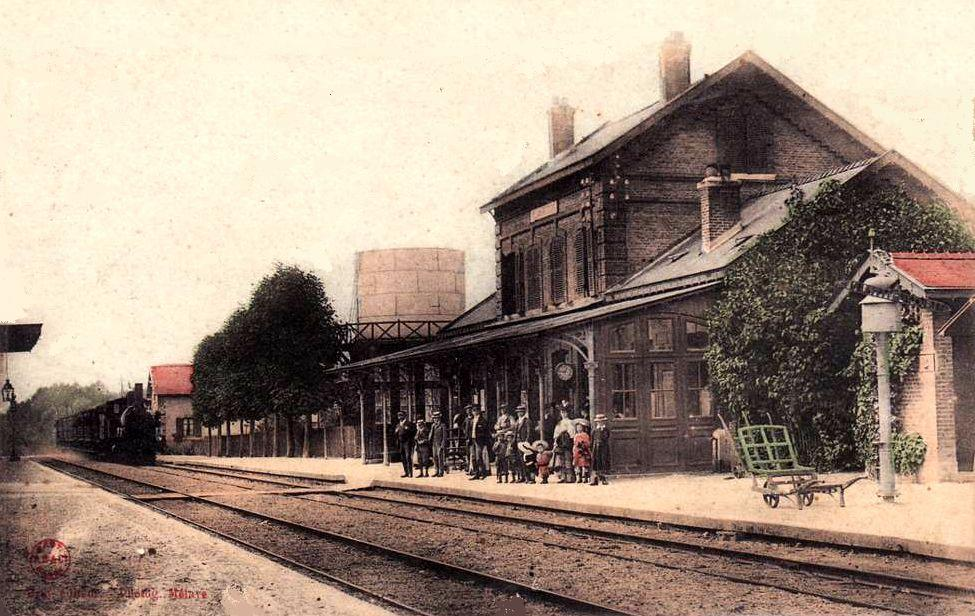
La gare de Vic-sur-Aisne - Ressons.

Comme prévu par l'acte de concession, la ligne prend naissance à Beauvais et dispose d'une voie unique indépendante le long de la ligne de Creil à Beauvais jusqu'à la gare de bifurcation de Rochy-Condé. La ligne traverse ensuite le Thérain par un pont et dessert au passage la halte de Bailleul-sur-Thérain. Se faufilant entre les collines du bois du Quesnoy et du mont César, elle atteint la gare de Bresles sans avoir gagné significativement d'altitude (5 m depuis Rochy-Condé). Une sucrerie était embranchée à cette gare. Par un parcours près de la lisière nord de la forêt de Hez-Froidmont, la ligne court sur le plateau de Hez et arrive à la gare de bifurcation de La Rue-Saint-Pierre - La Neuville-en-Hez, où s'établit la correspondance avec la ligne de La Rue-Saint-Pierre à Saint-Just-en-Chaussée. Sur le parcours pratiquement en palier jusqu'à la halte d'Étouy se situe le point culminant de la section de Beauvais à Clermont, à seulement 75 m d'altitude.
Commence ensuite la descente vers la vallée de l'Arré avec un profil ondulé et des pentes atteignant les 12 ‰, interrompue par la gare de Ronquerolles près du hameau de ce nom sur la commune d'Agnetz. Au nord du hameau, la ligne passe sous les voies de la ligne de Paris-Nord à Lille, puis se rapproche de cette dernière ligne. Les deux lignes traversent ensemble la Brêche et arrivent en gare de Clermont-de-l'Oise depuis le nord-ouest, dans le sens Lille - Paris. Le parcours parallèle à l'artère principale du Nord, long de 2 km, prend fin à l'extrémité sud-est de la gare de Clermont. Dans la gare du chef-lieu d'arrondissement, les trains des directions d'Amiens, Beauvais, Compiègne et Creil / Paris sont en correspondance.
Après Clermont, la ligne gagne de la hauteur jusqu'au bois de Lihus à environ 107 m au-dessus du niveau de la mer. Elle franchit une seconde fois la Brêche puis elle dessert la gare de Breuil-le-Sec. La section suivante ne comporte que de rares courbes aux rayons généreux et de nombreuses portions rectilignes, mais les déclivités atteignent toutefois les 5 à 12 ‰. Sont desservies la halte de Nointel - Saint-Aubin ; la gare de Catenoy avec embranchements d'une usine chimique et d'une distillerie ; la gare d'Avrigny avec embranchement d'une coopérative agricole ; puis le garage en pleine ligne de Froyères qui correspond à l'embranchement particulier d'une sucrerie. Aussitôt franchis le point culminant et le point d'arrêt du Bois-de-Lihus (commune de Moyvillers), la ligne descend de nouveau et atteint la ligne d'Ormoy-Villers à Boves à la bifurcation de Moyvillers. Les deux lignes atteignent ensemble la gare d'Estrées-Saint-Denis, point de rebroussement vers Compiègne. Une correspondance avec la ligne à voie métrique VFIL Oise d'Estrées-Saint-Denis à Froissy et Crèvecœur-le-Grand est possible.
Restent environ 14 km à parcourir jusqu'à Compiègne. La sortie de la gare d'Estrées se fait parallèlement aux voies en provenance de Beauvais et d'Ormoy-Villers, mais la ligne de Compiègne dévie rapidement vers l'est. Cette section dispose d'au profil facile et de portions rectilignes jusqu'à la descente dans la vallée de l'Oise peu avant Compiègne ; elle comporte une seule gare, celle de Remy, et un seul point d'arrêt, celui de Lachelle-Aiguisy. C'est également la dernière section de la ligne à bénéficier toujours du service voyageurs régulier, dans le cadre de la relation Amiens - Compiègne du TER Picardie. L'approche de la gare de Compiègne s'effectue depuis le sud-ouest ; la ligne de Beauvais rejoint la ligne de Creil à Jeumont immédiatement avant l'entrée en gare.
La voie partage un tronc commun avec la ligne de Rethondes à La Ferté-Milon jusqu'à la gare de Rethondes. La ligne franchit l'Oise par un pont métallique directement après la gare de Compiègne et contourne la ville par le nord, où plusieurs embranchements particuliers se raccordent à la ligne. Avec un parcours en pleine forêt de Compiègne, aucune gare n'est desservie avant Rethondes (pendant un temps appelé Rethondes-Armistice. Débute alors la bifurcation de Rethondes, point d'origine de la ligne de La Ferté-Milon. L'ensemble de la section suivante jusqu'à Soissons suit un tracé au profil facile, toujours sur la rive gauche de l'Aisne, et suivant la RN 31. Cette dernière est traversée par cinq passages à niveau. Les portions en ligne droite sont majoritaires et les courbes d'un rayon généreux, sauf dans le contournement de Soissons par l'ouest et le sud.
Étant donné la situation excentrée de la gare de Rethondes, la commune dispose en outre d'un point d'arrêt « Le-Pont-de-Rethondes » à 700 m du centre du bourg. Au point d'arrêt de Trosly-Breuil, une carrière fournissant du ballast pour les lignes de chemin de fer de la région dispose d'un embranchement particulier. La gare de la commune, baptisée Lamotte-Breuil d'après un hameau, est implantée dans un lieu excentré afin de desservir en même temps Berneuil-sur-Aisne de l'autre côté de la rivière. La gare suivante est Attichy. Près du point d'arrêt de Jaulzy, une bosse avec des déclivités de 6 ‰ précède la limite des départements de l'Oise et de l'Aisne, avant que la ligne n'arrive en gare de Vic-sur-Aisne - Ressons, point de rencontre avec la ligne à voie métrique de la Compagnie des chemins de fer départementaux de l'Aisne en provenance de Soissons et vers Montécouvé et Nogent-sous-Coucy.
Comme à Rethondes et Lamotte-Breuil, la commune de Ressons-le-Long est fort éloignée de sa gare de Vic-sur-Aisne - Ressons et a obtenu de ce fait un point d'arrêt, Ressons-Mainville, plus proche du bourg. L'avant-dernière gare avant Soissons est Ambleny - Fontenoy qui précède, une fois de plus, un point d'arrêt Ambleny-Le Pressoir, qui n'est guère plus proche du bourg que la gare précédente. Près du point d'arrêt de Pernant, la ligne approche une vaste zone de sablières en bordure de l'Aisne, qu'elle longe jusqu'aux faubourgs de Soissons. La dernière gare de Mercin - Pommiers se situe sur cette portion de ligne. Finalement, l'arrêt de Saint-Christophe marque l'entrée dans l'agglomération de Soissons. À la bifurcation de Saint-Christophe, la ligne de Rochy-Condé s'approche de la double voie de la ligne de Paris à Hirson et atteint la gare de Soissons (altitude 355 m).

### Caractéristiques

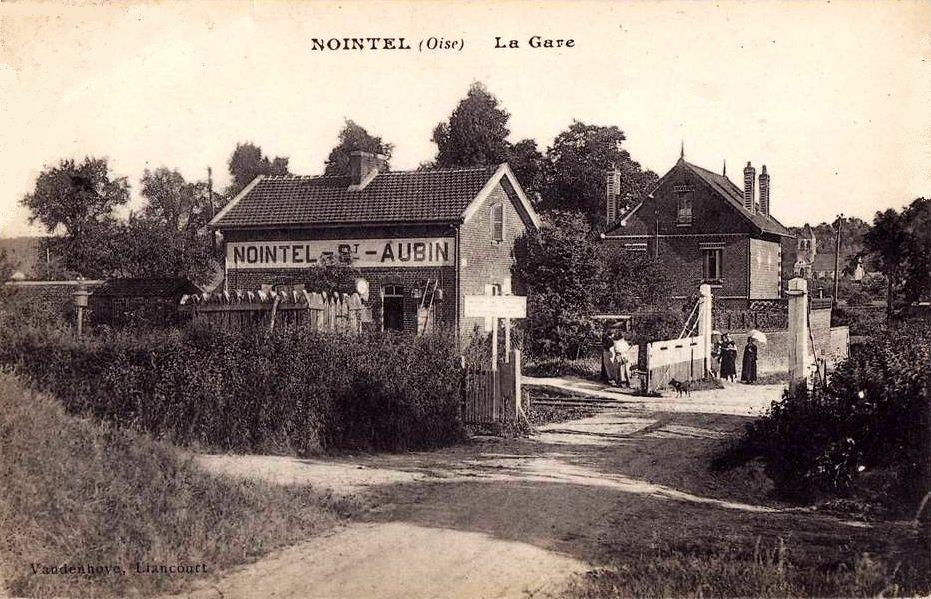
Passage à niveau et point d'arrêt de Nointel - St-Aubin.

La ligne est entièrement à voie unique. Elle est aujourd'hui scindée en trois sections indépendantes : Rochy-Condé - La Rue-Saint-Pierre ; Clermont-de-l'Oise - Froyères (garage) ; et Estrées-Saint-Denis - Compiègne - Ambleny-Fontenoy. Les trois sections manquantes sont déclassées (voir ci-dessus pour les dates). Or, les sections faisant encore partie du réseau ferré national ne sont plus toutes en service. D'après le document de référence du réseau ferré national (chapitre 3, annexe 4.1 - liste des sections élémentaires du réseau ferre national au 9 décembre 2012), les sections suivantes sont encore en service :
- Rochy-Condé à Bresles (no 28012, 7,215 km) ;
- Clermont-de-l'Oise à Avrigny (no 28013, 12,275 km) ;
- Estrées-Saint-Denis à Compiègne (no 28016, 14,119 km) ;
- Compiègne à Lamotte-Breuil (no 28017, 13,386 km) ;

soit au total 46,995 km sur les 95,241 km de la longueur initiale de la ligne. Bien que non déclassée, la section de Bresles à La Rue-Saint-Pierre est déjà déposée.
D'Estrées-Saint-Denis à Compiègne, la ligne est à voie unique banalisée et à commande centralisée (depuis la gare de Montdidier). Les trains ne peuvent se croiser qu'à Estrées-Saint-Denis, la gare de Tricot ayant été transformé en point d'arrêt. Depuis la modernisation terminée le 28 juin 2009, la vitesse limite est de 140 km/h sauf à l'approche de Compiègne.
Initialement, le cantonnement téléphonique est de rigueur pour l'espacement des circulations, et les gares sont configurées selon le principe de la voie directe simplifiée type Nord. Après la suppression du service voyageurs, le régime d'exploitation et de régulation devient celui de la voie unique à trafic restreint, ce qui concerne encore les trois sections ouvertes au trafic de marchandises.
La déclivité maximale est de 12 ‰ entre Rochy-Condé et Compiègne, et de 9 ‰ entre Compiègne et Soissons. Sur les sections toujours exploitées, la déclivité maximale est de 7 ‰ entre Rochy-Condé et Bresles ; de 12 ‰ entre Clermont et Avrigny ; de 10 ‰ entre Estrées et Compiègne ; et de 8 ‰ entre Compiègne et Lamotte-Breuil.

## Matériel roulant ayant circulé sur la ligne

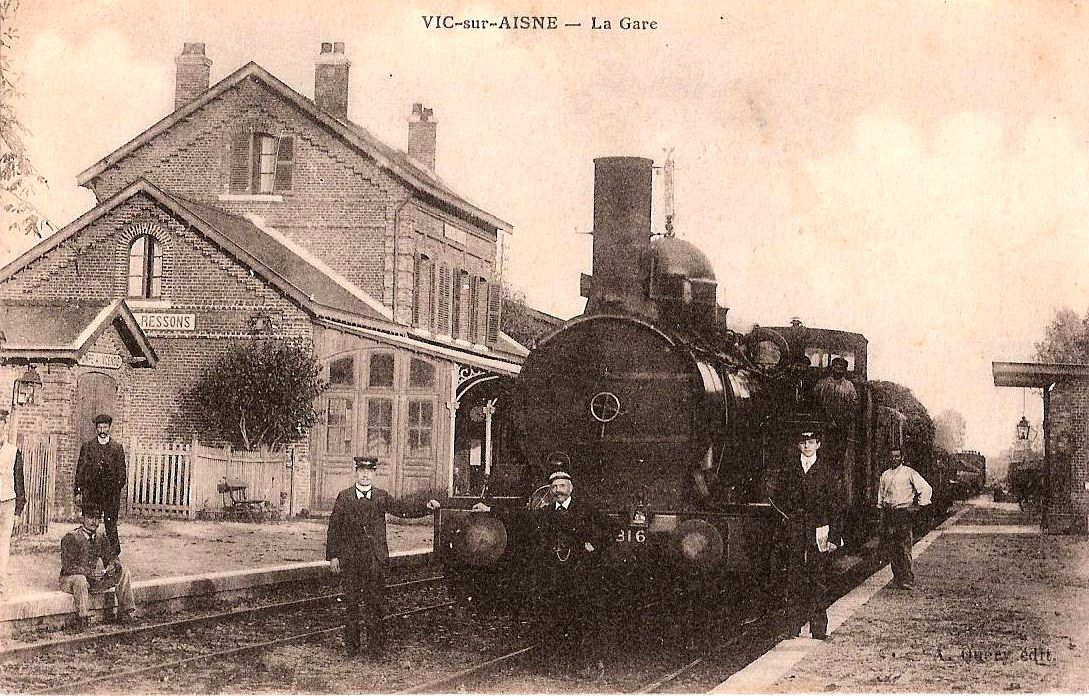
Locomotive 030 no 3.816 (?) en gare de Vic-sur-Aisne.

La traction sur la section de Beauvais à Compiègne est assurée par les dépôts de ces deux gares. Avant la Première Guerre mondiale, sont employées des 030 série 3.400, des 040 série 4.000, des 120 T série 2.900 et des 032 T Engerth série 3.000. En gare d'Estrées-Saint-Denis où les trains doivent rebrousser, une plaque tournante permet le retournement des machines. Bien que les automotrices à vapeur série VV1 à 2 aient été photographiées en gares de La Rue-Saint-Pierre et Estrées, la littérature ne fait pas mention d'une utilisation dans le service régulier. Après la guerre, le service de voyageurs est assumé principalement par des 220 T série 2.300 « Ravachol » et des 222 T série 2.200 « Revolver », devant des voitures Armistice prussiennes. Les trains de marchandises sont tractés désormais par des G 7.2 prussiennes Armistice série 4.1000 (futures 040B) du dépôt de Beauvais, puis par des 230 A et des 232 TA à partir des années 1940. Après l'interception de la ligne entre Froyères et Estrées, le tronçon de Clermont et Froyères est desservi par des 040 TA du dépôt de Creil jusqu'à l'apparition de la traction diesel.
Après la nationalisation, des essais avec des autorails du centre de Compiègne sont effectués, mais la suppression du service voyageurs devenant effectif dès le 15 mai 1939, il n'y aura pas d'autorails en service régulier entre Rochy-Condé et Estrées. Par contre, un train automoteur direct Compiègne - Montdidier - Cambrai et retour utilise la ligne entre Compiègne et Estrées à partir du service d'été 1936, assuré apparemment par des ADN & Standard (futurs X 23000 SNCF) du centre de Cambrai.
Sur cette section d'Estrées à Compiègne où le service voyageurs est maintenu, les EAD font leur apparition à partir des années 1970, mais leur nombre n'est pas toujours suffisant pour assurer la totalité des trains entre Amiens et Compiègne par Estrées : pendant les années 1980, une partie des trains sont formés de remorques unifiées tractées par des BB 63500 ou BB 66000 du dépôt de Longueau. Pendant les années 1990, les EAD X 4500 assurent la quasi-totalité du service voyageurs. S'y joignent les « ATER » X 73500 au début du XXIe siècle. Après la modernisation de la ligne, les EAD s'effacent complètement, et les « AGC » X 76500 se partagent désormais le service avec les X 73500 en unité multiple[réf. souhaitée].
Pour la section de Compiègne à Soissons, les locomotives à vapeur sont mises à disposition par le dépôt de Compiègne, et, dans une moindre mesure, par le dépôt de Soissons : 220 « Outrance » série 2.800, 222 T série 2.200 « Revolver » pour les trains de voyageurs, et 030 série 3.600, 040 série 4.000 pour les trains de marchandises. Quant aux trains spéciaux d'excursion pour Pierrefonds depuis la région parisienne, elles sont remorqués par des 221 série 2.600 « Atlantic ».
En 1932, les deux premiers autorails affectés à la relation de Compiègne à La Ferté-Milon par Rethondes sont les Decauville ZZ 13 et 14 (futurs ZZ DC 1001 et 1002 SNCF), reconnaissables par leurs capots-moteurs arrondis aux deux extrémités. Viennent ensuite les Baudet Donon Roussel ZZ 15 et 16, dont une extrémité évoque les constructions britanniques de l'époque, et l'autre, très aigüe, les futurs « Standard ». Puis, en mai 1934, arrivent les Renault VH ZZ 20 et 21. Mais le ZZ 21 étant bientôt accidenté et radié, le ZZ 20 est vendu au réseau de l'État où il devient le ZZy 24065, et l'épisode des VH sur le Nord se termine rapidement. L'automotrice à vapeur moderne système Sentinel ZZ 19 est également essayée sur la ligne en 1937. Tous ces types ne sont pas commandés en série par la Compagnie du Nord. C'est seulement le cas des ADN & Standard, qui eux non plus ne manqueront pas d'être employés entre Compiègne et La Ferté-Milon.
Après la Seconde Guerre mondiale, le service de marchandises est assumé par des G8.1 ex-Prusse, 140 américaines « Pershing » et des 141 R. La traction diesel s'installe pendant les années 1960 avec les 040 DE (BB 63000), mais de plus en plus souvent, des locotracteurs sont suffisants,.

## Exploitation et trafic

### Le service de marchandises
La ligne est desservie quotidiennement par un train de marchandises omnibus par sens. Cette desserte est organisée séparément pour les deux sections de Beauvais à Compiègne et de Compiègne à Soissons. Le transport des produits de l'agriculture locale est important sur la totalité de la ligne, notamment de céréales et de betteraves. Le trafic betteravier est saisonnier et se déroule d'octobre à fin décembre ou début janvier, nécessitant la mise en place de trains supplémentaires à destination de trois sucreries embranchées sur la ligne : Bresles, Choisy-la-Victoire (au hameau de Fruyères) et Vic-sur-Aisne. La sucrerie de Fruyères est fermée la première, en 1958 ; suivent celle de Bresles en janvier 1997 et celle de Vic-sur-Aisne en automne 2007. Quelques embranchements particuliers fournissent un trafic important : les établissements Procida et la société Profilafroid (profils métalliques) à Bailleul-sur-Thérain ; le dépôt de revêtement routier des Enrobeurs du Beauvaisis ; ainsi que l'usine Bazin-Roste de La Rue-Saint-Pierre, (cette dernière n'étant plus desservie actuellement).

### Le service de voyageurs

#### Section de Rochy-Condé à Compiègne

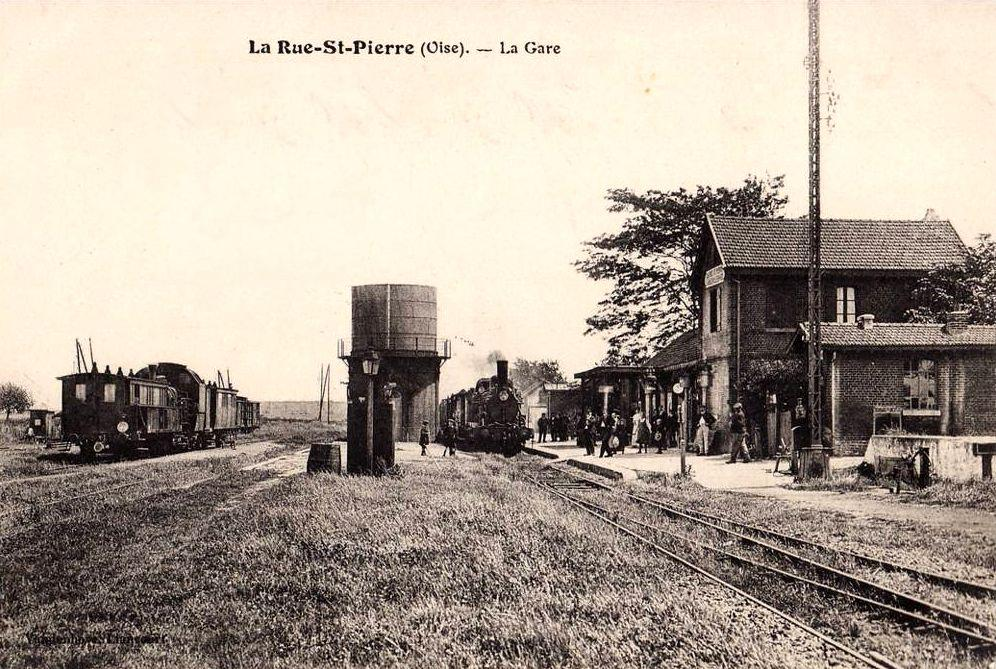
Croisement de trains à La Rue-Saint-Pierre ; automotrice à vapeur n° VV1 ou 2 en essais, vers 1902.

Tous les trains sont omnibus et s'arrêtent dans l'ensemble des gares, haltes et points d'arrêt. Aucun train ne va au-delà de Compiègne, la ligne n'ayant pas connu de desserte de bout en bout. Par contre, une desserte continue est assurée pour et depuis Beauvais, des changements de train à Rochy-Condé n'ayant jamais été nécessaires. De même, malgré le rebroussement à Estrées, les trains ne sont pas origine ou terminus dans cette gare.
Jusqu'à la Première Guerre mondiale, cinq aller-retours quotidiens sont proposés entre Beauvais et Clermont, et quatre entre Clermont et Compiègne. Pendant la guerre, seulement deux aller-retours par jour continuent d'être assurés. Ensuite, le niveau de desserte s'établit à trois aller-retours Beauvais - Compiègne quotidiens, mettant environ deux heures pour relier les deux villes, ce qui correspond à une vitesse commerciale de 32 km/h, valeur propre d'une ligne secondaire. Le trajet Beauvais - Clermont se fait en 45 min environ, et le trajet Clermont - Compiègne en une heure. Pour le rebroussement à Estrées, pouvant aller de pair avec un échange de la locomotive, des arrêts de huit à neuf minutes seulement sont programmés dans cette gare. Les trains du soir effectuent un arrêt prolongé en gare de Clermont. En été 1936, les départs ont lieu de Beauvais à 7 h 34, 10 h 57 et 17 h 50, et de Compiègne à 7 h 17, 13 h 18 et 18 h 22. De Clermont, les trains partent à 8 h 26, 11 h 52 et 19 h 50 pour Compiègne, et à 8 h 35, 14 h 43 et 19 h 49 pour Beauvais. Les trains des relations Compiègne - Amiens et Compiègne - Montdidier - Cambrai se superposent à cette grille horaire entre Compiègne et Estrées, doublant ainsi l'offre sur cette section.
Pendant le service d'hiver 1965/66, la section d'Estrées à Compiègne est parcourue par trois aller-retours quotidiens, tous assurés par des autorails de 2e classe. Concrètement, l'on compte un aller-retour Compiègne - Estrées - Montdidier - Cambrai en 3 h 06 à 3 h 17, départ de Compiègne à 8 h 12 et retour de Cambrai à 15 h 11 ; et deux aller-retours Compiègne - Estrées - Montdidier - Amiens en 1 h 40 à 2 h 05, départ de Compiègne à 5 h 17 (même les dimanches et fêtes) et 18 h 41, et retour d'Amiens à 5 h 59 et 18 h 40 (18 h 45 et 21 h 38 les dimanches et fêtes).
Après la fermeture au service voyageurs de la ligne de Montdidier à Cambrai au 1er avril 1970, l'axe Amiens - Compiègne s'en retrouve renforcé. Puis, des extensions de l'offre ont lieu pendant les années 1980 et 1990, portant ainsi le nombre de trains en pleine semaine à huit entre Amiens et Compiègne et sept au retour. Presque tous les arrêts à Remy sont supprimés ; ne restent en 2008 qu'un train pour Compiègne le matin et un autre le soir au retour. Ensuite, grâce à la modernisation de la ligne apportant des réductions du temps de parcours, l'horaire annuel 2010 voit une extension de l'offre de 66,7 %, avec désormais treize trains Compiègne - Amiens et douze au retour en pleine semaine, hors vacances d'été. La moitié des trains est entièrement omnibus et s'arrête donc à Remy. Les autres trains sont directs ou semi-directs, effectuant le trajet Estrées - Compiègne ou retour en 12 min seulement.

#### Section de Compiègne à Soissons
Dès l'ouverture de la ligne, la desserte voyageurs comprend cinq aller-retours Soissons - Compiègne, situation qui ne change pas jusqu'à la Première Guerre mondiale. Après la reprise du service une fois la paix rétablie, le cinquième aller-retour ne circule plus que pendant l'horaire d'été ; plus tard, il est limité au samedi. Tous les trains sont omnibus et proposent les trois classes.
Pendant l'horaire d'été 1936, le temps de parcours est de 56 min à une heure, soit une vitesse commerciale de 41,3 km/h pour onze à treize arrêts intermédiaires sur les 39,8 km du parcours. En effet, les points d'arrêt d'Ambleny-le-Pressoir et Jaulzy ne sont plus desservis que par respectivement deux et quatre trains par jour. Les trains quittent Soissons à 6 h 32, 12 h 55, 16 h 06 et 19 h 58, et repartent de Compiègne à 8 h 13, 10 h 50, 18 h 05 et 19 h 46. Le samedi, des trains supplémentaires partent de Soissons à 9 h 22 et de Compiègne à 7 h 10.
Il est à noter que les trains de la ligne de Rethondes à La Ferté-Milon s'ajoutent à cette offre entre Compiègne et Rethondes, ce qui donne pour cette section un total de douze aller-retours du lundi au vendredi, quatorze le samedi et quinze les dimanches et fêtes en 1936. Un aller-retour quotidien supplémentaire s'y ajoute vers 1937/38.

#### Service par autocars
Trente ans après la suppression des trains de voyageurs entre Rochy-Condé et Estrées-Saint-Denis, la ligne routière Beauvais - Compiègne forme toujours un ensemble, exploité conjointement par les Autobus routiers de l'Oise (ARO) et les Courriers Automobiles du Beauvaisis (CAB), ultérieurement fusionnés en CAB-ARO puis rachetés par Veolia Transport. La plupart des courses sont des services Beauvais - Clermont et Clermont - Compiègne et vice versa, peu de services étant directs. En plus, des localités non situées sur le parcours de la voie ferrée (Laversines, Sacy-le-Grand et Saint-Martin-Longueau) sont desservies par certains services, tout comme Arsy, Grandfresnoy et Canly desservis initialement par des trains Verberie - Estrées de la ligne d'Ormoy-Villers à Boves. En revanche, Estrées n'est plus desservi par certains services, et les temps de parcours se sont allongés : il faut compter de 1 h 45 à 2 h 00 pour se rendre de Beauvais à Compiègne ou vice versa. Selon les sections et les jours de la semaine, entre cinq et sept cars par sens et par jour circulent. Les dimanches et fêtes, l'horaire est à peine restreinte, le premier car quittant Beauvais à 6 h 35 et Compiègne à 6 h 40.
Ultérieurement, la ligne routière Beauvais - Clermont - Compiègne est transformée en ligne express 33E et ne dessert plus que Clermont. Le temps de parcours a été porté à 65 min, et l'horaire comporte six aller-retours du lundi au vendredi, quatre le samedi et un seul le dimanche. La desserte locale est partagée entre les lignes 33 A, B et C. La ligne A Beauvais - Clermont est celle qui propose la meilleure fréquence de desserte, avec quatre à cinq services par jour et par sens du lundi au vendredi (six à sept en période scolaire) et trois à quatre services le samedi (quatre à six en période scolaire). Quant aux deux autres lignes 33B Clermont - Compiègne et 33C Estrées-Saint-Denis - Compiègne, leur vocation est désormais essentiellement scolaire, et pendant les vacances, ne fonctionnent qu'un à trois aller-retours en transport à la demande.
Entre Compiègne et Soissons, deux lignes routières sont en compétition, dont celle des Transports Citroën datant de la première moitié des années 1930 et faisant déjà concurrence aux trains de la Compagnie du Nord. Elle est reprise par les Courriers d'Île-de-France (CIF) vers la fin des années 1960, alors que les Transports Citroën contraignent leurs réseaux. Les CIF se séparent à leur tour des lignes dans l'Oise pendant les années 1990 au profit de leur société-sœur CABARO. L'autre ligne est exploitée par la Société de Transports Routiers de Voyageurs (STRV) à Senlis, filiale de la SNCF créée en 1964, fusionnée avec la SCETA Transports et Voyages pour devenir Cariane en 1988, puis fusionnée avec VIA-GTI pour devenir Keolis début 2001. Les cars des CIF circulent à titre libre et ne desservent que les arrêts le long de la route nationale ; aussi leurs temps de parcours sont-ils plus courts (une heure environ). Trois à quatre aller-retours font le trajet de bout en bout, les autres étant limités à la section Compiègne - Vic-sur-Aisne. Les cars de la STRV représentent le service de substitution officielle et desservent davantage de localités, si bien qu'ils mettent vingt minutes en plus que leurs concurrents. L'horaire comporte deux aller-retours de bout en bout ainsi qu'un aller-retour partiel Vic-sur-Aisne - Compiègne et Vic-sur-Aisne - Soissons.
La ligne CIF est devenue la ligne 26 du réseau départemental du Conseil général de l'Oise, toujours exploitée par CABARO au sein du groupement Atriom du Compiègnois. Circulent quatre à cinq cars de bout en bout par jour et par sens, ainsi que deux à trois services partiels Vic-sur-Aisne - Compiègne et retour. Aucun service n'a plus lieu les dimanches et jours fériés. La ligne SRTV est devenue la ligne 25 et a été repris par le groupement Atriom du Compiègnois. Fonctionnent toujours deux aller-retours de bout en bout, mais davantage de services partiels qu'en 1969, sauf pendant les vacances scolaires, quand un seul service partiel circule. Le service des dimanches et fêtes a également cessé.

## Galerie de photographies

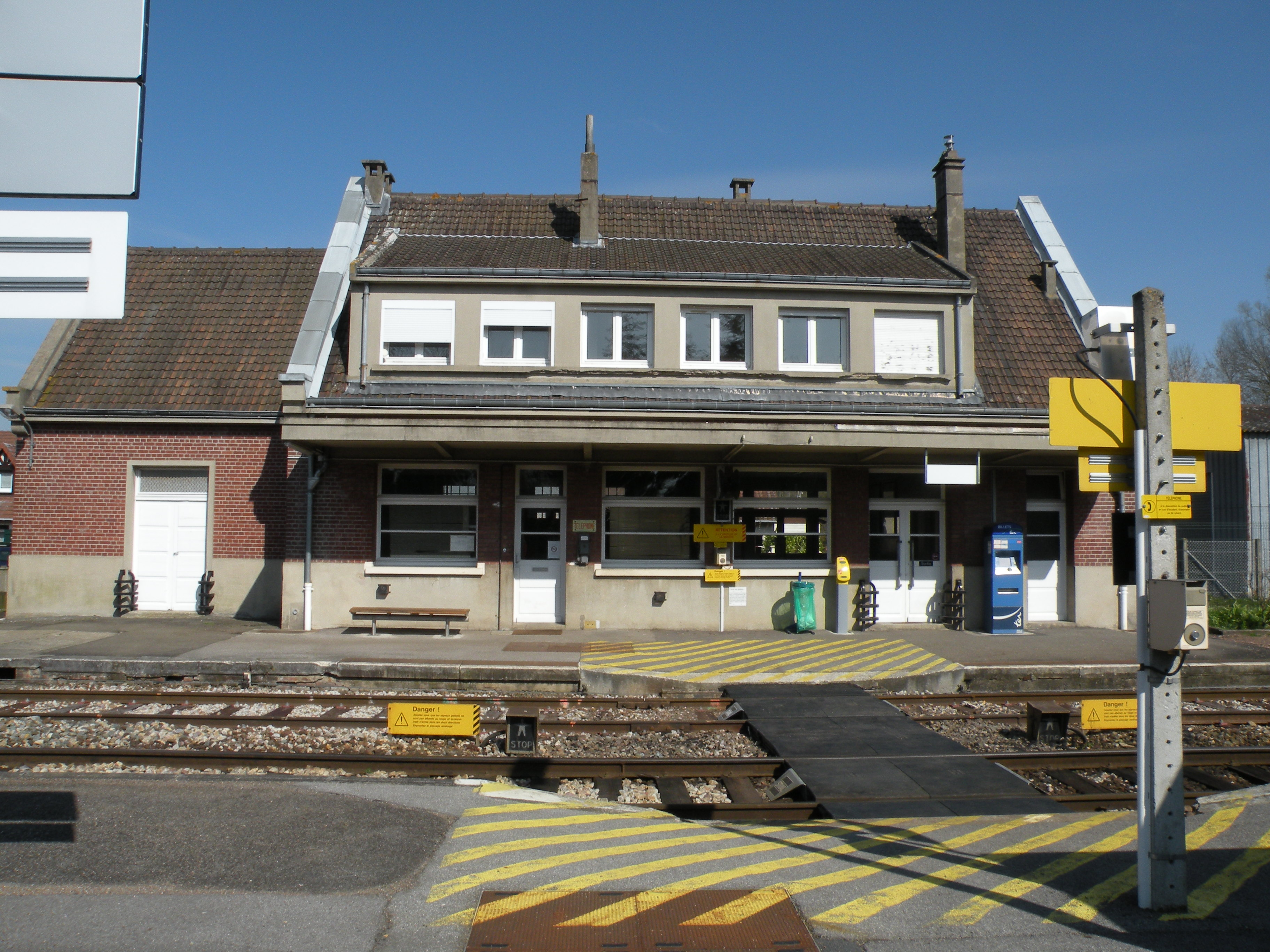
Le bâtiment-voyageurs actuel de la gare de Rochy-Condé.
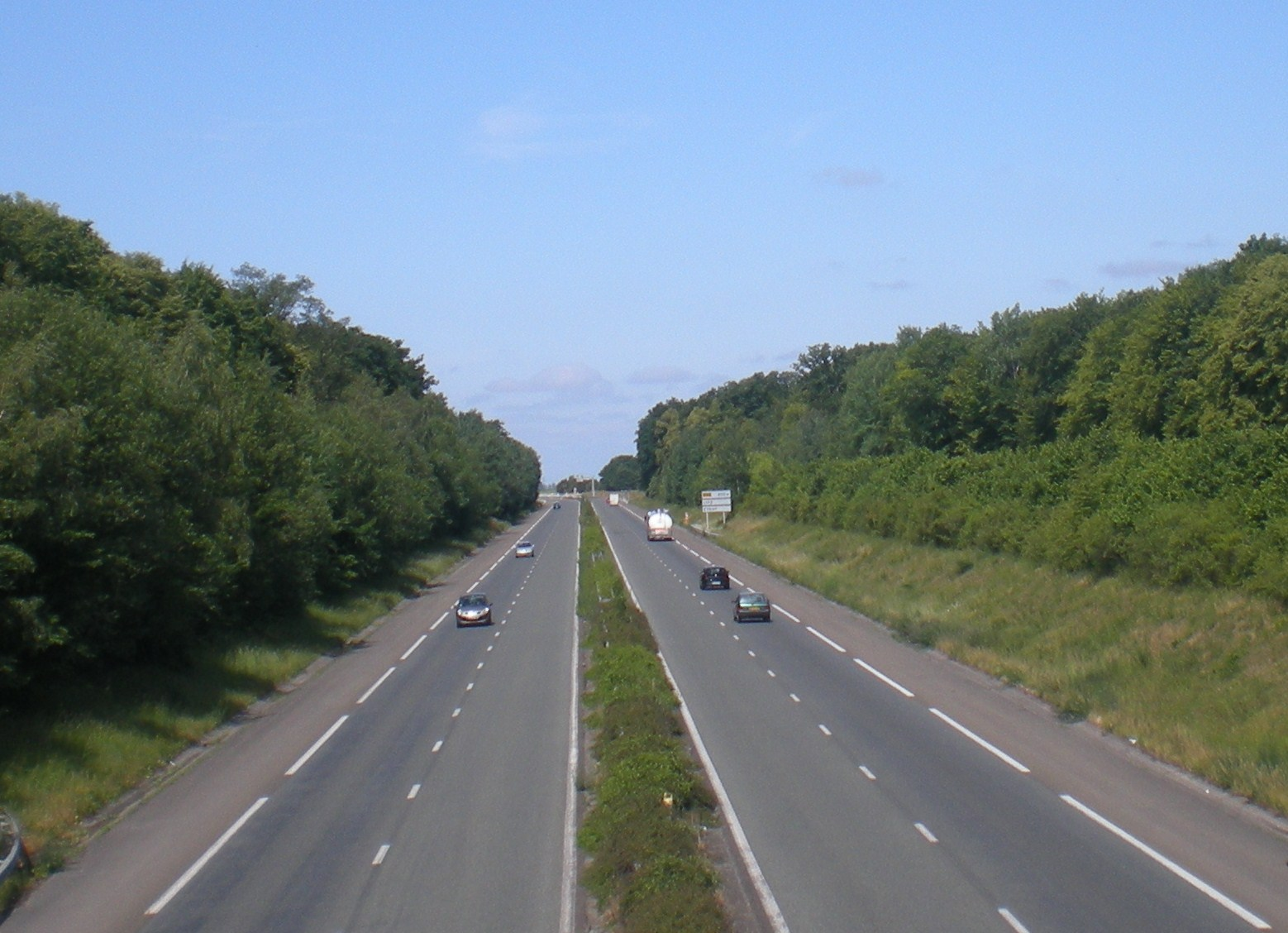
La RN 31 traversant la forêt de Hez-Froidmont à l'emplacement de l'ancienne ligne, vue depuis le pont situé à l'ancien emplacement de la gare d'Étouy.
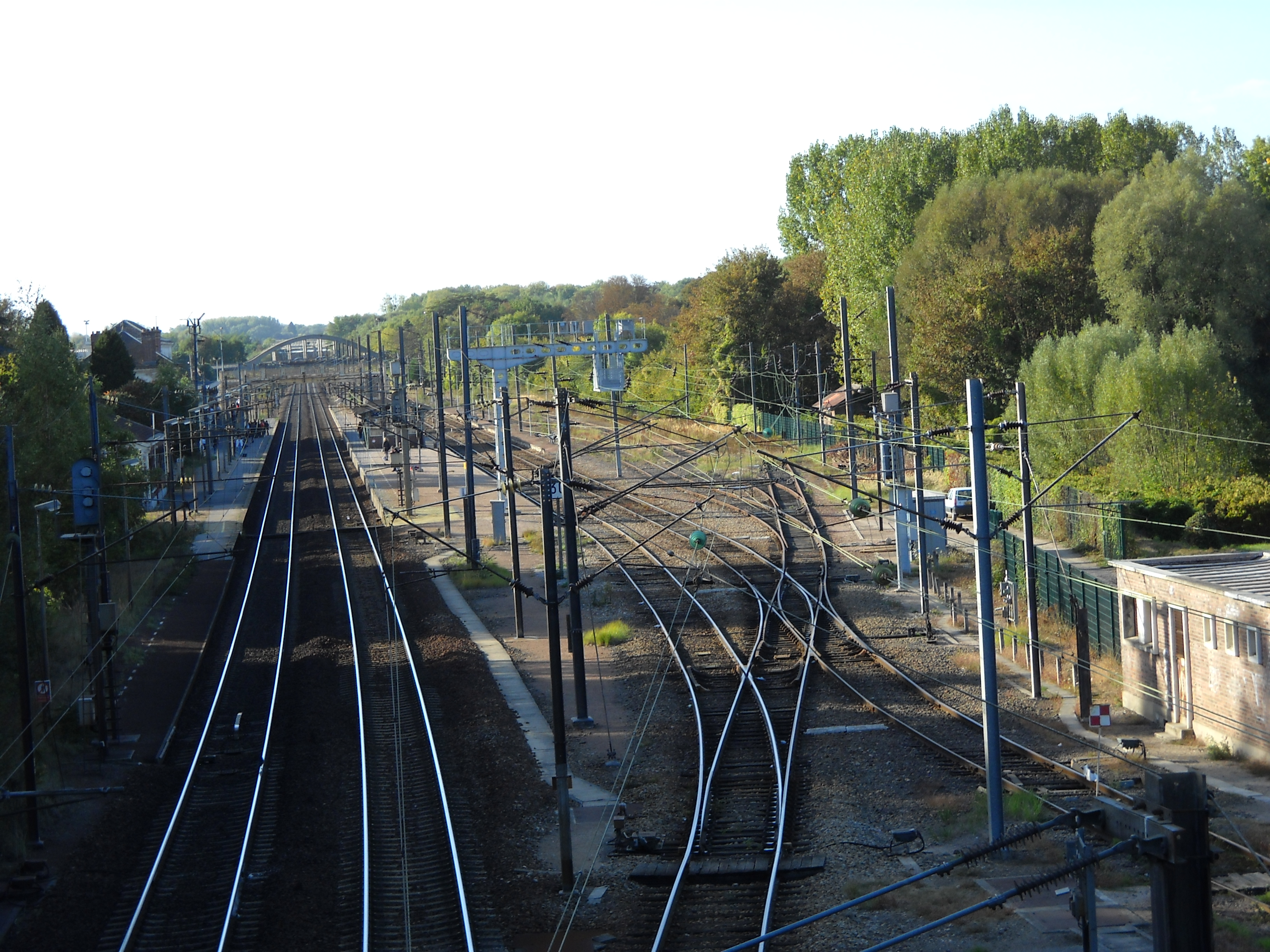
Les voies de la gare de Clermont : les rails de l'ancienne ligne sont situés à droite et ceux de la ligne de Paris-Nord à Lille à gauche.
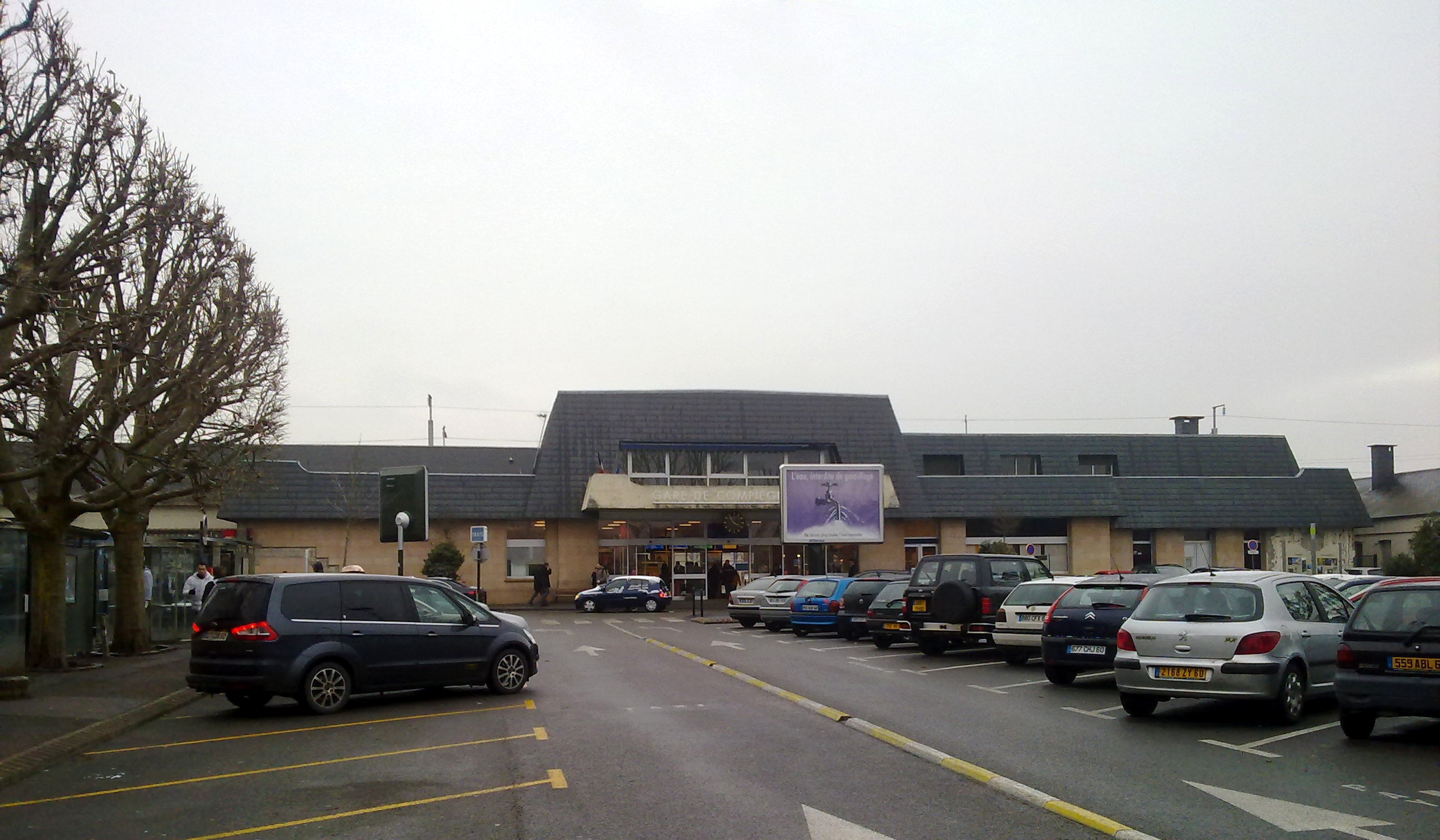
Le bâtiment-voyageurs actuel de la gare de Compiègne, à la correspondance avec les lignes de Creil à Jeumont et de Compiègne à Roye.
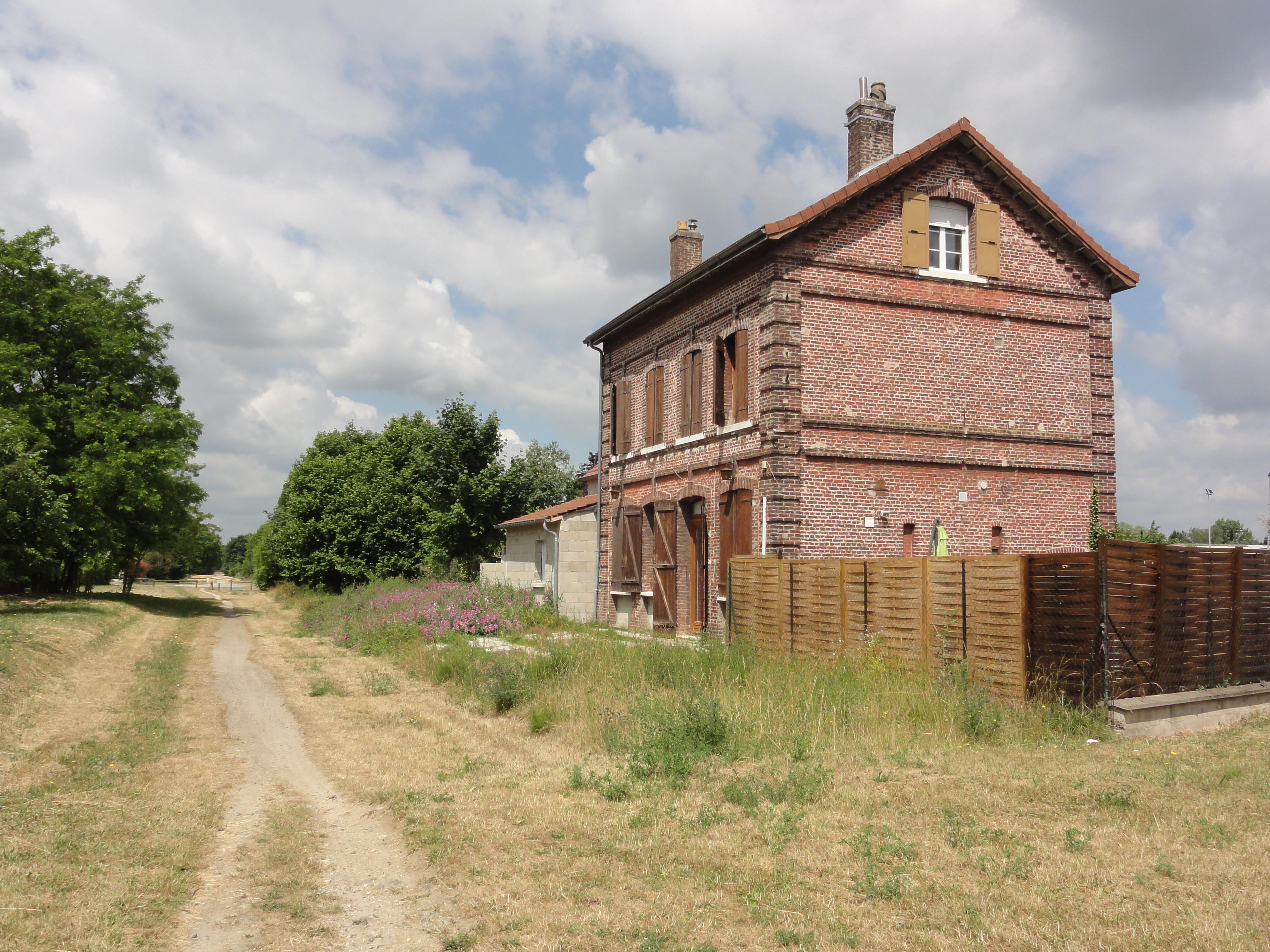
L'ancienne gare de Mercin-Pommiers à Mercin-et-Vaux
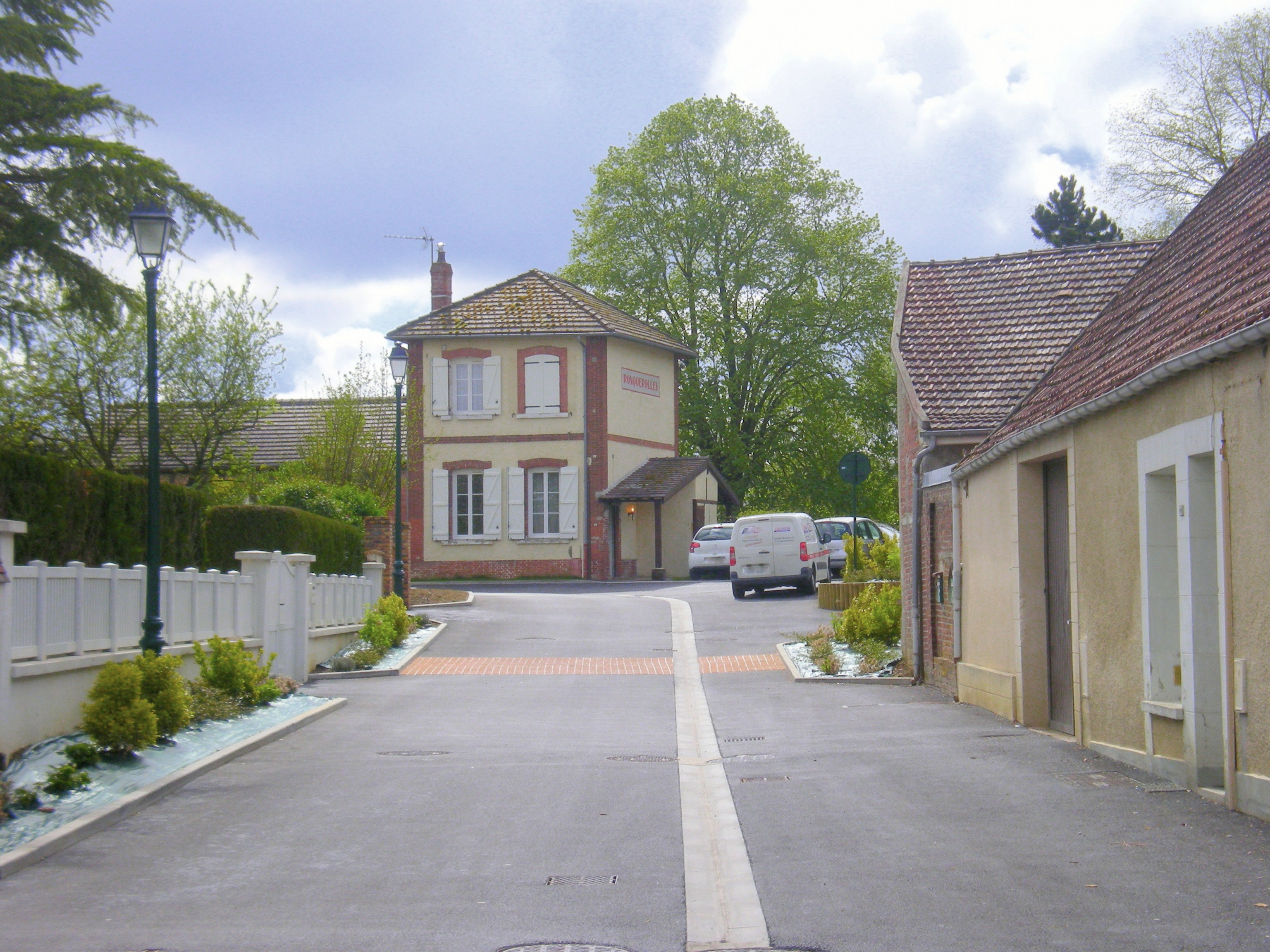
L'ancienne gare de Ronquerolles en 2012